# Middle of Nowhere (음반)
《Middle of Nowhere》는 미국의 팝 록 그룹 핸슨의 데뷔 스튜디오 음반으로, 폴리그램과 머큐리 레코드를 통해 처음으로 메이저 레이블에서 발매된 작품이다. 1997년에 발매되었으며, 이전의 인디 음반인 《Boomerang》과 《MMMBop》에 비해 세련된 스튜디오 프로덕션이 특징이다. 이 음반이 발매되었을 당시 밴드 멤버들의 나이는 11세에서 16세 사이였다. 음반의 드라마틱한 곡 중 하나인 〈Yearbook〉은 2007년 5월 5일에 녹음된 《Middle of Nowhere Acoustic》까지 라이브로 연주된 적이 없었다.
《Middle of Nowhere》는 〈MMMBop〉, 〈Where's the Love〉, 〈I Will Come to You〉, 〈Weird〉, 〈Thinking of You〉 등 다섯 개의 싱글을 배출하였다. 이 중 〈MMMBop〉은 미국을 비롯한 최소 11개국에서 1위를 차지하며 큰 인기를 끌었다. 이 음반은 핸슨에게 그래미 어워드 세 부문 (최우수 신인상, 올해의 레코드 등)의 후보 지명을 안겨주었다.

## 평가
| 전문가 평가                       | 전문가 평가 |
| 평가 점수                         | 평가 점수   |
| 출처                              | 점수        |
| --------------------------------- | ----------- |
| AllMusic                          | [ 1 ]       |
| Christgau's Consumer Guide        | [ 2 ]       |
| The Encyclopedia of Popular Music | [ 3 ]       |
| Entertainment Weekly              | A−          |
| Los Angeles Times                 | [ 5 ]       |
| Music Week                        | [ 6 ]       |
| NME                               | 8/10        |
| Rolling Stone                     | [ 8 ]       |
| The Rolling Stone Album Guide     | [ 9 ]       |
| Smash Hits                        | [ 10 ]      |
| Spin                              | 8/10        |

《Middle of Nowhere》는 미국 빌보드 200 차트에서 2위를 기록했으며, 1위는 스파이스 걸스의 《Spice》가 차지했다. 이 음반은 영국, 오스트레일리아, 독일, 대만 등지에서는 1위를 기록했다.
전 세계 누적 판매량은 약 1,000만 장에 달하며, 미국에서는 약 400만 장이 판매되어 플래티넘 4배 인증을 받았다. 영국에서는 40만 장 이상이 판매되었다.
이 음반은 평론가들로부터도 호평을 받았다. 《엔터테인먼트 위클리》의 데이비드 브라우니는 이 삼형제에 대해 "...숨김없는 솔직함이 핸슨의 가장 매력적인 점이다"라고 평했다.

## 곡 목록
모든 곡들은 특별한 언급이 없는 한 아이작 핸슨, 테일러 핸슨 그리고 잭 핸슨에 의해 작사/작곡하였다.
| #   | 제목                        | 작사·작곡                | 재생 시간 |
| --- | --------------------------- | ------------------------ | --------- |
| 1.  | 〈Thinking of You〉         |                          | 3:13      |
| 2.  | 〈MMMBop〉                  |                          | 4:28      |
| 3.  | 〈Weird〉                   | 데스몬드 차일드          | 4:02      |
| 4.  | 〈Speechless〉              | 스티븐 리로니            | 4:20      |
| 5.  | 〈Where's the Love〉        | 마크 허드슨, 샌더 셀러버 | 4:13      |
| 6.  | 〈Yearbook〉                | 엘렌 시플리              | 5:29      |
| 7.  | 〈Look at You〉             | 리로니                   | 4:28      |
| 8.  | 〈Lucy〉                    | 허드슨                   | 3:35      |
| 9.  | 〈I Will Come to You〉      | 배리 맨, 신시아 와일     | 4:11      |
| 10. | 〈A Minute Without You〉    | 허드슨                   | 3:55      |
| 11. | 〈Madeline〉                | 클리프 마그네스          | 4:13      |
| 12. | 〈With You in Your Dreams〉 |                          | 2:11      |

| #   | 제목                   | 재생 시간 |
| --- | ---------------------- | --------- |
| 13. | 〈Man from Milwaukee〉 | 3:38      |

## 인증
| 국가                                                  | 인증        | 판매량/출하량 |
| ----------------------------------------------------- | ----------- | ------------- |
| 오스트레일리아 (ARIA)                                 | 5× 플래티넘 | 350,000^      |
| 오스트리아 (IFPI 오스트리아)                          | 골드        | 25,000*       |
| 벨기에 (BEA)                                          | 플래티넘    | 50,000*       |
| 브라질 (Pro-Música Brasil)                            | 플래티넘    | 250,000*      |
| 캐나다 (뮤직 캐나다)                                  | 5× 플래티넘 | 500,000^      |
| 핀란드 (Musiikkituottajat)                            | 골드        | 31,809        |
| 프랑스 (SNEP)                                         | 2× 골드     | 200,000*      |
| 독일 (BVMI)                                           | 골드        | 250,000^      |
| 홍콩 (IFPI 홍콩)                                      | 골드        | 10,000*       |
| 일본 (RIAJ)                                           | 플래티넘    | 200,000^      |
| 멕시코 (AMPROFON)                                     | 골드        | 100,000^      |
| 네덜란드 (NVPI)                                       | 골드        | 50,000^       |
| 뉴질랜드 (RMNZ)                                       | 3× 플래티넘 | 45,000^       |
| 폴란드 (ZPAV)                                         | 골드        | 50,000*       |
| 스페인 (PROMUSICAE)                                   | 골드        | 50,000^       |
| 스웨덴 (GLF)                                          | 플래티넘    | 100,000^      |
| 스위스 (IFPI 스위스)                                  | 플래티넘    | 50,000^       |
| 영국 (BPI)                                            | 골드        | 100,000^      |
| 미국 (RIAA)                                           | 4× 플래티넘 | 4,000,000^    |
| 요약                                                  |             |               |
| 유럽 (IFPI)                                           | 플래티넘    | 1,000,000*    |
| *판매량을 기반으로 한 인증 ^출하량을 기반으로 한 인증 |             |               |